# Nod-sur-Seine
Nod-sur-Seine település Franciaországban, Côte-d’Or megyében. Lakosainak száma 206 fő (2022. január 1.). Nod-sur-Seine Saint-Germain-le-Rocheux, Aisey-sur-Seine, Brémur-et-Vaurois, Villiers-le-Duc, Buncey, Busseaut és Chamesson községekkel határos.

## Népesség
A település népességének változása:
| Lakosok száma | 252  | 199  | 212  | 267  | 213  | 220  | 210  | 199  | 202  | 206  |
|               | 1968 | 1982 | 1990 | 2006 | 2013 | 2015 | 2017 | 2019 | 2020 | 2022 |